# Vĩnh Mỹ B
Vĩnh Mỹ B là một xã thuộc huyện Hòa Bình, tỉnh Bạc Liêu, Việt Nam.

## Địa lý
Xã Vĩnh Mỹ B nằm ở phía tây huyện Hòa Bình, nằm trên tuyến Quốc lộ 1, cách trung tâm huyện khoảng 4 km và có vị trí địa lý:
- Phía đông giáp thị trấn Hòa Bình và xã Minh Diệu
- Phía tây giáp thị xã Giá Rai
- Phía nam giáp xã Vĩnh Mỹ A
- Phía bắc giáp xã Vĩnh Bình.

Xã Vĩnh Mỹ B có diện tích 36,33 km², dân số năm 2022 là 18.554 người, mật độ dân số đạt 510 người/km².

## Hành chính
Xã Vĩnh Mỹ B được chia thành 8 ấp: 14, 15, An Khoa, An Nghiệp, An Thành, Bình Minh, Đồng Lớn I, Đồng Lớn II.

## Lịch sử
Xã Vĩnh Mỹ B được thành lập vào những thập niên 60, tiền thân của xã Vĩnh Mỹ. Xã Vĩnh Mỹ B là xã anh hùng trong thời kỳ kháng chiến chống Mỹ xâm lược đã được Chủ tịch nước công nhận.
Năm 1970, xã Vĩnh Mỹ B thuộc quận Giá Rai.
Sau năm 1975, xã Vĩnh Mỹ B thuộc huyện Vĩnh Lợi.
Ngày 20 tháng 12 năm 1975, Bộ Chính trị Đảng Cộng sản Việt Nam ban hành Nghị quyết số 19/NQ về việc điều chỉnh lại việc hợp nhất tỉnh ở miền Nam Việt Nam cho sát với tình hình thực tế, theo đó tỉnh Cà Mau và tỉnh Bạc Liêu được tiến hành hợp nhất vào ngày 1 tháng 1 năm 1976 với tên gọi ban đầu là tỉnh Cà Mau – Bạc Liêu. Khi đó, xã Vĩnh Mỹ B, huyện Vĩnh Lợi thuộc tỉnh Cà Mau – Bạc Liêu.
Ngày 10 tháng 3 năm 1976, Ban đại diện Trung ương Đảng và Chính phủ về việc đổi tên tỉnh Cà Mau – Bạc Liêu thành tỉnh Minh Hải. Khi đó, xã Vĩnh Mỹ B, huyện Vĩnh Lợi thuộc tỉnh Minh Hải.
Ngày 25 tháng 7 năm 1979, Hội đồng Bộ trưởng ban hành Quyết định số 275-CP về việc chia xã Vĩnh Mỹ B thành 3 xã: Vĩnh Mỹ B, Vĩnh Bình, Vĩnh An.
Ngày 14 tháng 2 năm 1987, Hội đồng Bộ trưởng ban hành Quyết định số 33B-HĐBT về việc:
- Sáp nhập xã Vĩnh An vào xã Vĩnh Mỹ B.
- Sáp nhập một phần diện tích và dân số của xã Vĩnh Mỹ B vào xã Minh Diệu.

Xã Vĩnh Mỹ B có 4.195 ha đất và 10.983 nhân khẩu.
Ngày 6 tháng 11 năm 1996, Quốc hội ban hành Nghị quyết về việc chia tỉnh Minh Hải thành tỉnh Bạc Liêu và tỉnh Cà Mau. Khi đó, xã Vĩnh Mỹ B thuộc huyện Vĩnh Lợi, tỉnh Bạc Liêu.
Ngày 26 tháng 7 năm 2005, Chính phủ ban hành Nghị định số 96/2005/NĐ-CP về việc chuyển xã Vĩnh Mỹ B thuộc huyện Vĩnh Lợi về huyện Hòa Bình mới thành lập quản lý.

## Kinh tế - xã hội
Nền kinh tế của xã chủ yếu là sản xuất nông nghiệp từ 2 đến 3 vụ lúa trên năm và thương mại, dịch vụ; giao thông thủy, bộ khá hoàn chỉnh, rất thuận lợi cho việc giao lưu, phát triển kinh tế - văn hóa xã hội ở các địa phương lân cận. Đời sống vật chất và tinh thần của nhân dân không ngừng được cải thiện. Xã có ưu thế được hưởng lợi từ chương trình ngọt hóa bán đảo Cà Mau. Việc sản xuất nông nghiệp và thương mại, dịch vụ phát triển đan xen nhau khá đa dạng và phong phú.
Xã có cụm công nghiệp Vĩnh Mỹ đặt tại Quốc lộ 1, ấp 15.
Các trường học trên địa bàn xã Vĩnh Mỹ B:
- Trường Mẫu giáo Sơn Ca 3: ấp An Khoa
- Trường Tiểu học Vĩnh Mỹ B1: ấp An Khoa
- Trường Tiểu học Yên Khánh: Quốc lộ 1, ấp 15
- Trường THCS Vĩnh Mỹ B: Quốc lộ 1, ấp An Khoa.

Hiện nay, xã có 1 trạm y tế tại ấp 15.

## Văn hóa - du lịch
Lễ Kỳ Yên của Đình Đồng Lớn I vào ngày 16/2 âm lịch là lễ hội lớn nhất của xã.
Một số cơ sở thờ tự trên địa bàn xã:
- Chùa Quan Âm
- Chùa Giác Tánh
- Tịnh Xá Bửu An
- Nhà Thờ Vĩnh Hiệp.